# WASP-175
WASP-175, TOI-2642 — одиночная звезда в созвездии Гидры на расстоянии приблизительно 1758 световых лет (около 539 парсек) от Солнца. Видимая звёздная величина звезды — +12,04m. Возраст звезды определён как около 1,745 млрд лет.
Вокруг звезды обращается, как минимум, одна планета.

## Характеристики
WASP-175 — жёлто-белая звезда спектрального класса F7V, или F7. Масса — около 1,212 солнечной, радиус — около 1,204 солнечного, светимость — около 1,828 солнечной. Эффективная температура — около 6143 K.

## Планетная система
В 2019 году группой астрономов, работающих в рамках программы SuperWASP, было объявлено об открытии планеты WASP-175 b.